# 달래음악단
달래음악단은 오렌지 엔터프라이즈 소속의 5인조 여성그룹이다. 2006년 8월 디지털 싱글앨범 "멋쟁이", 2007년 4월 정규음반 "리메이크앨범"을 냈다. 대한민국 최초의 탈북자 트로트가수로 데뷔 당시 해외 유명방송에서도 관심을 보일 정도로 화제가 되었었다. 한옥정과 임유경은 이제 만나러 갑니다에도 출연하였다.

## 멤버
- 한옥정(리더, 보컬) [ 이제 만나러 갑니다에도 출연 ]

출생 : 1978년 4월 23일 출신지 : 평안남도 평성시
- 허수향(무용)

출생 : 1984년 11월 7일 출신지 : 함경북도 회령
- 이윤경(무용)

출생 : 1984년 4월 8일 출신지 : 함경북도 무산
- 강유은(아코디언)

출생 : 1987년 1월 31일 출신지 : 평안남도 평양시
- 임유경(아코디언, 서브보컬)

출생 : 1987년 3월 17일 출신지 : 함경북도 온성

## 방송작품
- KBS1TV 폭소클럽2 "있다? 없다?"
- SBS 잘먹고 잘사는 법 "팔도유람기"

## 데뷔
- 2006년 싱글 앨범 '멋쟁이'

## 발매앨범
- 2007년 4월 17일 발매 리메이크 정규앨범
  1. 멋쟁이
  2. 홍콩 아가씨
  3. 댄서의 순정
  4. 눈물 젖은 두만강
  5. 열 아홉 순정
  6. 낭랑 18세
  7. 여자는 눈물인가봐
  8. 사랑밖에 난 몰라
  9. 나 항상 그대를
  10. 닐리리 맘보
  11. 마포종점
  12. 고향역
  13. 미워요
  14. 부모
  15. 칠갑산
  16. 홀로 아리랑
  17. 멋쟁이 (Remix)

싱글 
- 디지털 싱글 "멋쟁이"

## CF
- 롯데삼강 돼지바 2007년